# St. Erkenwald (poema)
St. Erkenwald é um poema aliterativo do século XIV, supostamente escrito em 1386. Por vezes, foi atribuído ao Poeta de Pearl(ou Poeta de Gawain), que escreveu poemas como Pearl ,Patience e Sir Gawain and the Green Knight. O poema tem como assunto Erkenwald, bispo de Londres de 675 a 693.
O poema original só é encontrado em um manuscrito (MS Harley 2250), que está na Biblioteca Britânica. O primeiro verso do manuscrito começa com uma letra "A" estilizada e da altura de dois versos. O 176° verso é iniciado com uma letra "T" nos mesmos moldes. A primeira versão moderna do poema foi publicada em 1926, por HL Savage e Israel Gollancz.